# Kinixys
A Kinixys a hüllők (Reptilia) osztályának teknősök (Testudines) rendjébe, ezen belül a szárazföldi teknősfélék (Testudinidae) családjába tartozó nem.

## Rendszerezés
A nembe az alábbi 6 faj tartozik:
- közönséges zsanérteknős (Kinixys belliana)
- csipkés zsanérteknős (Kinixys erosa)
- púpos zsanérteknős (Kinixys homeana)
- natali zsanérteknős (Kinixys natalensis)
- Lobatse-zsanérteknős (Kinixys lobatsiana)
- lapos zsanérteknős (Kinixys spekii)